# Кузнецы (Большесосновский район)
Кузнецы — деревня в Большесосновском районе Пермского края. Входит в состав Петропавловского сельского поселения.

## Географическое положение
Расположена примерно в 2 км к востоку от села Пермяки и в 7 км к западу от административного центра поселения, села Петропавловск. Вблизи деревни (к югу от неё) берёт начало река Иганка (правый приток реки Лем)

## Население
| 2010 |
| ---- |
| 9    |

## Топографические карты
- Лист карты O-40-85 Петропавловск. Масштаб: 1 : 100 000. Состояние местности на 1983 год. Издание 1984 г.